# Imo
imo，是一个全球免费的视频和通话社交平台，imo用户既能自由的发消息和打电话，又能分享他们生活的瞬间。
imo由位于美国公司Pagebites, Inc.开发。截止2019年，imo已经连接了全球超过2亿用户和他们的朋友及家人。

## 支持平台
- 手机：iOS、安卓系统[4]
- PC：Windows[5]、mac OS系统[6]

## 主要功能
音视频通话
通过imo进行音频和视频通话，可以与朋友和家人进行免费和稳定的通话，尽管有时他们身在国外
IM（消息文本表达）
随时随地免费向朋友发送消息
故事
通过图片、视频和文字与朋友，与朋友的朋友分享、交换生活
传输文件
在imo上，可以无限制地发送不超过10G的音乐、视频、PDF等文件
大群
可以在多达10万人的大群里与同事、朋友、家人甚至同样兴趣的人聊天，并分享有趣的事物